# Shōjo

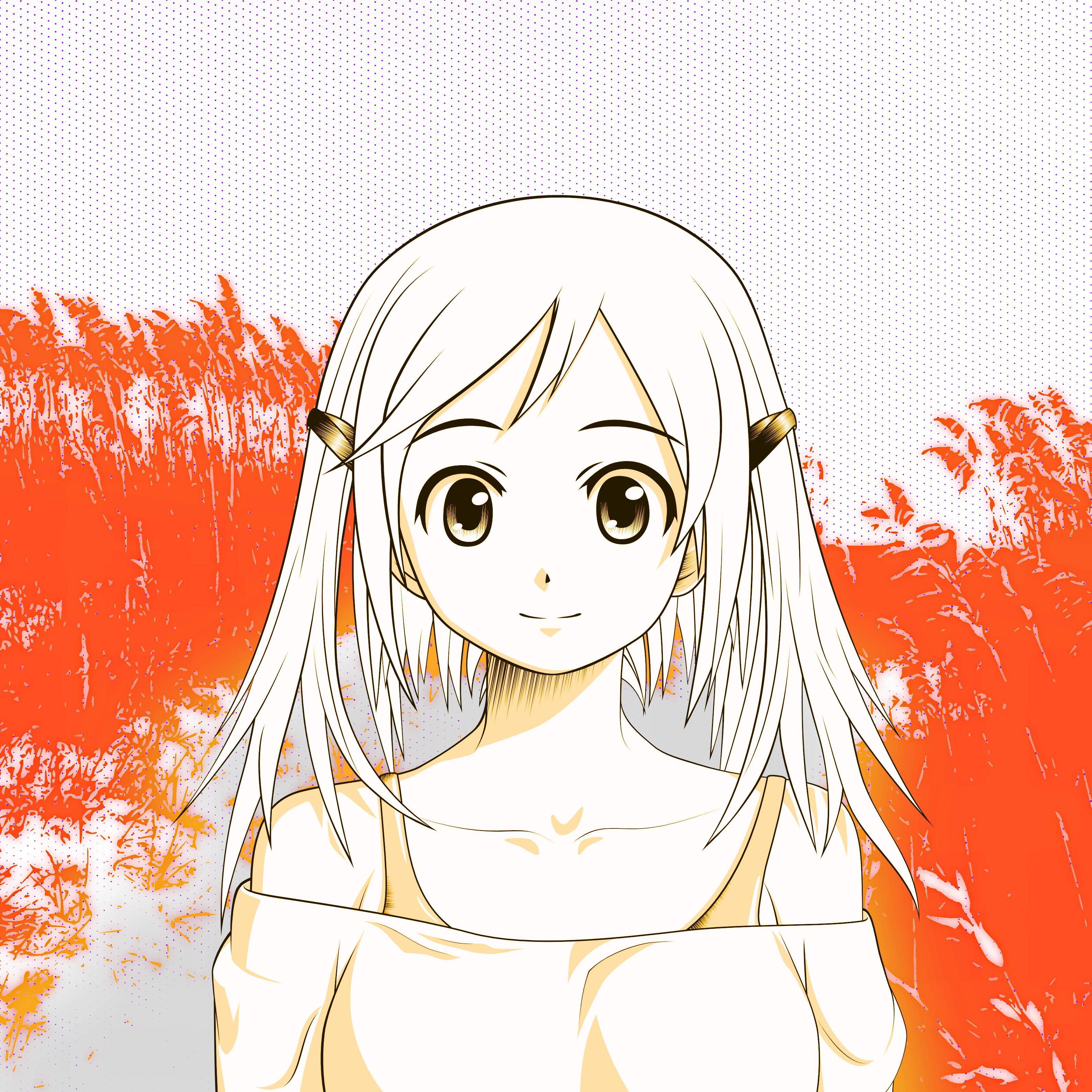
Ilustración de un personaje de manga shōjo.

El shōjo (少女?  lit. «chica joven») es la categoría del manga dirigida especialmente al público femenino adolescente y joven adulto, siendo en su mayoría protagonizado por una chica. El nombre proviene de la romanización del japonés 少女 (shōjo), literalmente «chica joven».

## Historia
El shōjo no se adscribe a ningún estilo o género particular, es un indicador del público al que va destinado. Habitualmente hace énfasis en las relaciones humanas y sentimentales.[cita requerida] Las revistas japonesas para chicas adolescentes, conocidas como revistas shōjo, aparecieron por primera vez en 1903 con la publicación de Shōjo kai  (少女界 Mundo de chicas?), entonces continuaron otras nuevas publicaciones como Shōjo no tomo (少女の友 Amigas de chicas?) en 1908.
El estilo de los llamativos ojos grandes en las ilustraciones del manga shōjo tiene origen cerca del siglo XX; donde ilustradores como Yumeji Takehisa y Jun'ichi Nakahara, quien era creador de muñecas, tuvieron una significante influencia en artistas como Makoto Takahashi y Riyoko Ikeda. En la postguerra, el manga shōjo siguió un patrón de humor simple; en ocasiones temas dramáticos y serios se difundieron en algunos títulos de manga. Sally, la bruja fue el primer anime del género chicas mágicas y el primer anime shōjo también.
Los manga de una sola página aparecieron en las revistas de 1910, a los años 1930 más sofisticadas historias aparecieron. Uno de los manga más populares en esa época fue Kurukuru Kurumi-chan (くるくるクルミちゃん?) de Katsuji Matsumoto, apareció en las páginas de la revista Shōjo no tomo (少女の友 Amigas de chicas?) en 1938. El manga shōjo casi siempre presentó a chicas preadolescentes tanto las heroínas de la historia como a las lectoras. A menos que se usaran elementos en la trama como una historia de fantasía o en un tiempo o espacio diferente, el amor romántico de la heroína permanecía como tabú. Esto fue cambiando, a mediados de 1960, Yoshiko Nishitani inició dibujando historias de adolescentes japonesas contemporáneas enamoradas, un drástico cambio del género.
Entre 1950 y 1969 se incrementaron las audiencias de manga en Japón, esto por la solidificación del manga shōnen para los chicos y el manga shōjo orientado a chicas. Las comedias románticas del manga shōjo fueron inspiradas en los dramas americanos de la época. Desde 1975 en adelante el manga continuó desarrollando más sofisticación, al tiempo que generaba nuevos subgéneros. El profesor Yukari Fujimoto de la Universidad Meiji, escribió que durante los años 1990, sufrió un cambio en la influencia de las historias, a causa de la Guerra del Golfo, se desarrollaron personajes femeninos "que pelean para proteger el destino de la tierra o comunidad"; mangas como Red River, Basara, Magic Knight Rayearth, y Sailor Moon. Los subgéneros más destacados son: romance, ciencia ficción, fantasía, chicas mágicas, shōnen-ai, yaoi y josei.

## Revistas en Japón
Las publicaciones de manga shōjo se llevan a cabo principalmente en serializaciones, incluyendo capítulos en revistas, éstas son mayormente para público femenino. La lista contiene algunas compañías editoriales japonesas con sus respectivas revistas; las publicaciones pueden ser bisemanales (como la revista Margaret), mensuales (como las revistas Bessatsu Friend o LaLa) o bimensuales (como Hana to Yume).
Editorial Shūeisha:
- Cobalt
- Cookie
- Cookie BOX (quarterly)
- Margaret
- Bessatsu Margaret
- Deluxe Margaret
- Ribon

Editorial Kōdansha:
- Nakayoshi
- Aria
- Shōjo Friend
- Bessatsu Friend
- Dessert

Editorial Hakusensha:
- Hana to Yume
- Bessatsu Hana to Yume
- LaLa
- LaLa DX
- Melody